# Vridvingar
Vridvingar (Strepsiptera) är en ordning av små insekter. 
Vridvingarna har flera speciella egenskaper som gör dem väl anpassade till sitt parasitiska levnadssätt. Alla arter tillbringar åtminstone en del av sitt liv som parasiter, oftast på bin, getingar eller humlor, men även på grävsteklar, myror, rätvingar med flera. 
Hannarna lever som fullvuxna endast några timmar och uppsöker då honorna flygande med de stora, solfjäderformigt veckade bakvingarna. Deras framvingar är omvandlade till svängkolvar. Mundelarna är också små, medan ögonen och antennerna är stora. Antennerna är gaffellikt delade eller försedda med en tvåbladig klubba. 
Honorna är maskformiga, blinda och fotlösa varelser med tillbakabildade mundelar. De lever i bakkroppen av andra insekter. Man kan se deras brunaktiga framända sticka fram mellan segmenten i värddjurets bakkropp. I övrigt märks beträffande deras kroppsorganisation att huvudet och bröstet är sammansmälta till ett segment och att honan är omsluten av pupphuden, så att det bildas en hålighet innanför denna på honans buksida. Håligheten sträcker sig bakåt ända till de pariga köns-öppningarna. 
Äggen kläcks i moderns kropp och utvecklas till små larver som har tre par väl utvecklade ben och ett par långa svansborst. Larverna kryper ut ur håligheten och kan senare påträffas krypande omkring mellan håren på värddjuret. Från dessa flyttar de troligtvis så snart som möjligt över till andra värddjur, till exempel bin som de kan följa med hem till deras bon. 
För de vridvingar som parasiterar på bin fortsätter den vidare utvecklingen genom att larven borrar in sig i en bilarv och sedan genomlöper sin larvutveckling samtidigt med värddjuret utan att skada det. Den tidigare rörliga vridvingelarven förlorar vid sin nästa hudömsning ben och ögon och förvandlas till en maskliknande varelse, vars kroppsform hos den honliga larven förändras mycket lite under den vidare utvecklingen, tills slutligen den fullvuxna honan, samtidigt med att värddjurets larv utvecklas till bi, genomborrar huden på det nya biet mellan två bakkroppssegment och skjuter ut framänden. Dylika bin, som man kallar "stylopiserade", känns igen på att bakkroppen är lite osymmetrisk och att en liten brun kropp sticker fram mellan två segment. 
Genom vridvingens parasiterande verksamhet blir värddjuren fortplantningsodugliga. 
Vridvingarna är utbredda med mer än 500 kända arter över hela jorden. I Sverige finns minst sju arter, i familjerna Stylopidae (fem arter), Halictophagidae och Elenchidae. 